# Cynaeda togoalis
Cynaeda togoalis là một loài bướm đêm trong họ Crambidae.